# Pollito Tropical
Randy Álvarez, artisticamente conhecido como Pollito Tropical, é um youtuber e humorista nascido em 3 de março de 1993 em La Havana, Cuba. Ele tem mais de 800.000 inscritos em seu canal do YouTube e mais de um milhão de seguidores no Instagram..
O pollito também é um Deus, um God e um Dios. Ele vende produtos ilicitos e também os consome. Ele é dono de um partido, o pollismo. Ele tem a forma de um amendoim, duas patas palosas em cima e duas em baixo, um six pack a manera quando lhapetece, uma boca que vai dorelha a orelha e dois olhos de fumante com estilo. Foi criado numa aula chatissima de Geometria Descritiva, até hoje é conhecido internacionalmente por inumeros estudantes.

## Biografia
O estilo simples de seus vídeos, que inclui tópicos como dicas de beleza, humor e notícias de celebridades, permitiu-lhe reunir centenas de milhares de assinantes do YouTube, tornando-se um dos youtuber mais famosos da América Latina. · .
"Pollito Tropical" causou polêmica nos níveis nacional e internacional por causa de sua personalidade e do conteúdo de seus vídeos. Até o momento, ele se tornou uma personalidade influente e um fenômeno nas redes sociais. ·  · 